# 伊藤やすまさ
伊藤 やすまさ（いとう やすまさ、生年月日非公表）は、鳥取県出身のシンガーソングライター、俳優。国立音楽大学作曲学科中退。所属事務所はエヌフォースプロモーション。

## 略歴
ソニー・ミュージックオーディションを機に、SMEJで作曲家デビュー。その後、多数のCMに歌手・ナレーターとして参加する一方で、ダンサー・振付師として、NHKの番組に出演。さらに、水泳・フィットネスインストラクターとして、ミズノ、セントラルと契約。
2008年から5年間、ビーイング所属の音楽家・作家となり、倉木麻衣ライブツアー・キーボーディストとして『日本武道館・アリーナツアー』／ミュージックステーション、COUNT DOWN TV等にて演奏。また、ユニバーサル・スタジオ・ジャパンの音楽制作にも参加した。
現在はシンガーソングライターとして活動する一方で、AVILLA STAGEへの出演をきっかけに俳優およびスポーツ系タレントとしても活動している。

## 人物
生年月日は非公表だが、誕生星座はおとめ座で2014年1月時点で33歳。好きなスポーツは水泳、野球、テニス。なかでも水泳に関してはインストラクターをやっていたこともあり、CPR心肺蘇生法と水中救助（ライフガード）の資格をもっているほどだ。さらに、ボクシングと剣道の経験があり、アクション演技が得意だという。

## ディスコグラフィー
2014年
- 『SNOW TOWN〜未来に生まれる物語〜』（株式会社AtoNo Records)
- 『graduate』〜君よ、僕の原点をありがとう〜
- 『また今日が始まる』

## 提供作品

### 作曲
- 河田純子『みつめていてください』
- 愛内里菜『Will you dance』
- 滴草由実『カタチアルモノ』、『Someday〜私を忘れて〜』

## 出演

### テレビドラマ
- 半沢直樹（2013年、TBS） - 国税局査察官　役
- ドクターX〜外科医・大門未知子〜（2013年、テレビ朝日） - 記者　役
- ミス・パイロット（2013年、フジテレビ） - 記者 役
- 隠蔽捜査（2014年、TBS） - パイロット 役
- 僕のいた時間（2014年、フジテレビ） - 営業マン 役
- 福家警部補の挨拶（2014年、フジテレビ） - 消防士 役
- 緊急取調室（2014年、テレビ朝日） - 特殊特攻隊SIT 役
- 天誅〜闇の仕置人〜（2014年、フジテレビ） - 警官 役
- 花咲くあした（2014年、NHK） - 経理部社員 役
- 戦力外捜査官（2014年、日本テレビ） -
- 土曜ワイド劇場 おとり捜査官・北見志穂（2014年、テレビ朝日） - 刑事 役
- 読売テレビ開局55年記念ドラマ『お家さん』（2014年、日本テレビ） - 一揆を起こす百姓　役

### テレビ番組
- アバケン（2014年、フジテレビ）
- コズミックフロント 「大逆転！ イプシロンロケットの挑戦」（2014年5月22日、NHKBSプレミアム） - 西村雄介　役

### CM
- ロッテリア『ロッテリア、ハローセットでついてくる』（1999年）メインキャストボーカル
- au スマートフォン（スマサカ）
- サントリー　BOSS
- 東京ガス
- 医療広告
- リクルートポイントCM『すべての人生がすばらしい』（2014年）- ランナー 役

### 広告
- MS&ADインシュアランスグループホールディングス（2014年、読売新聞広告）